# 新時代集團 (加拿大)
新時代集團（英語：Fairchild Group）是總部位於加拿大大温哥華地區列治文的商業集團，公司主席為加拿大華裔商人馮永發，他也是該集團的創辦人和執行總裁。新時代集團源自馮永發在1984年回歸之後，於1986年在温哥華所創立的新之美餅店（Saint Germain Bakery），隨後幾年馮氏開始發展十幾個地產項目，自1998年，旗下香港仔中心(現時代坊的前身）落成後更發展出一系列零售店。1992年成立子公司新時代傳媒集團，主導加拿大全國的中文傳媒。近年更拓展貿易市場和開拓海外品牌在加拿大的特許經營權。

## 命名

### 英文名
新時代集團的英文名稱是Fairchild Group，事源是馮永發小時侯，在父親馮景禧面前就算他表現得多好，父親都只會說一句「Fair」而已，意即「普普通通」，所以一直以來馮永發都自稱為「普普通通的孩子（Fairchild）」，於是，在創業以來，很多旗下的公司他都用了「Fairchild」來命名，籍此勉勵自己，就算只是一個「普通人」都必須要凡事表現到最好。

### 中文名
新時代集團的「新」是用來紀念馮永發父親馮景禧創業時的新禧公司。「新時代」也就是承傳父視的優良傳統來創立自己新時代的新事業。

## 旗下公司

### 新時代傳媒集團
- 旗下業務：
  - 加拿大中文電台
    - 包括AM1470、FM96.1 、AM1430 、FM88.9以及FM94.7

  - 新時代電視
  - 城市電視
  - 娛樂生活雜誌
  - 新時代電影國際(Fairchild Films International)
  - 領先網絡公司(eSeenet.com)

## 旗下物業
- 時代坊
- 時代坊豪華住宅(Aberdeen Residence)
- 時代廣場
- 英吉列灣村（English Bay Village)

## 零售公司
（大部分設立在時代坊，小部分開設在大温地區其他地方）
- 時代坊郵政局(Aberdeen Centre Postal Outlet)--郵遞服務
- A Light Idea—燈飾店
- aR Fashion—意大利名牌時裝時裝店
- Crazy Chic—精品店
- David & Goliath—精品店
- 雪花冰(Frappe Bliss)--雪糕店
- Gado Gado Fashion—時裝店
- 喼神(Gibson Travel Accessories)--旅行用品店
- 花火(Hanabi)--創意日式美食
- Impulse Sports—體育用品店
- 電腦救星(I.T.Power)--電腦用品店
- 姿釆家居(Living Colors)--家居用品店
- Look So Real—精品店
- Memory Collection—精品店
- 袖珍屋（Mini Shack)--精品店
- 文房寶（Menji Stationery)--又具店
- Ozone Fashion—時裝店
- Party Goodies—派對用品店
- 布公仔の家(Plush Toy City)--玩具店
- 花物亭(Pot & Plant)--園藝店
- 人氣恤屋(Price Just 4 U)--男性時裝店
- Racing Devil Hobbies—模型店
- Santayaya—網上寄賣服務
- 新之美餅店(Saint Germain Bakery)--西餅店
- 家居名匠店(Smart Living Furniture)--傢俱店
- 辦公室名匠店(Smart Office Furniture)--傢俱店
- 車神(Super Garage)--汽車用品店

## 貿易公司
- Hutchison Imports

## 加拿大特許經營公司
- 味自慢（Ajijiman）──日本麵檔
- Beard Papa's日式泡芙工房（英语：Beard Papa's）──日本小吃
- 大創百貨──日本百貨
- 佐丹奴──香港時裝品牌
- Strawberry Cone Pizza──日式義大利簿餅
- 巫術娃娃店（VooDoo Palace）──泰國小玩意

## 参看
- 馮永發
- 馮景禧
- 時代坊
- 新時代傳媒集團

## 外部連結
- 新時代集團官方網站 （页面存档备份，存于）